# 1525
1525 (MDXXV) var ett normalår som började en söndag i den julianska kalendern.

## Händelser

### Februari
- 11 februari – Olaus Petri gifter sig med en Kristina av okänt ursprung. Detta är sannolikt första gången mässan hålls på svenska.

### Mars
- Mars – Sören Norbys danska knektar härjar i Skåne och Blekinge och utropar Kristian II som Danmarks kung. Fredrik I slår ned upproret.

### Maj
- 11 maj – En upprorisk skånsk bondehär, som vill återinsätta Kristian II på den danska tronen, utkämpar slaget vid Bunketofta mot en dansk styrka.
- 13 maj – Lübeckarna sätter eld på Visby.[1]
- 15 maj – En tysk furstearmé under hertig Georg av Sachsen och greve Philip av Eisenbach krossar den bondearmé som skapats under Tyska bondekriget i slaget vid Frankenhausen. Den tyska prästen och tillika radikale upprorsmannen Thomas Münster tillfångatas och avrättas och därmed är det tyska bondekriget slut.

### December
- December – Gustav Vasa förklarar Sten Sture den äldres donation av Mariefreds kloster för ogiltig och övertar själv klostret. Detta ger den svenska adeln en första vink om att det finns fördelar att vinna om de ställer sig på kungens sida i reformationsstriden.

### Okänt datum
- Berent von Mehlen blir dansk hövitsman. Han samarbetar med Sören Norby. De två fördrivs men fortsätter sina intriger från Tyskland.
- Biskop Hans Brask spikar upp ett manifest mot Martin Luthers teser vilket sprids i hela Linköpings stift.
- Första dalupproret utbryter i Dalarna till följd av dyrtider och saltbrist. Upproret slås ned och dess ledare, Peder Sunnanväder och mäster Knut Mikaelsson, flyr till Norge.
- En eldsvåda utbryter på slottet Tre Kronor i Stockholm och förstör bland annat kungens skattkammare.
- I strid mot landslagen, som säger att bara infödda män får ingå i rådet, intas Gustav Vasas svåger Johan av Hoya i detsamma.
- Den ganska nybildade svenska flottans stora fartyg Lybska Svan går under vid Öland.

## Födda
- Giulio Mazzoni, italiensk målare, skulptör och stuckatör.
- Giovanni Pierluigi da Palestrina, italiensk tonsättare.
- Alessandro Vittoria, italiensk arkitekt och skulptör.

## Avlidna
- 4 augusti – Andrea della Robbia, italiensk skulptör och keramiker.
- Leonora av Viseu, portugisisk drottning.

### Fotnoter
1. ↑  ”Värmlands brandhistoriska klubb”. Arkiverad från originalet den 12 oktober 2011. https://www.webcitation.org/62NB7kO36?url=http://www.brandhistoriska.org/olyckor_se.html. Läst 25 mars 2011.